# Gezäunter Brunnen
Der Gezäunte Brunnen ist eine seit Beginn der Besiedlung dieser Gegend genutzte Quelle im Gemeindewald von Helmstadt-Bargen im Rhein-Neckar-Kreis, der gerade noch auf der Gemarkung von Obrigheim im Neckar-Odenwald-Kreis liegt. Er diente von 1923 bis 1976 der Wasserversorgung von Kälbertshausen, das seit 1975 nach Hüffenhardt eingemeindet ist.

## Lage
Der Gezäunte Brunnen befindet sich im Forstwald auf der Gemarkung von Obrigheim, südlich der Einmündung der K 3942 in die L 590 nahe der Gemarkungsgrenze zu Kälbertshausen auf einer Höhe von 333 m ü. NHN und damit nur 20 Meter unterhalb des höchsten Punktes der Gemarkung. Der Brunnen liegt im Flurstück Nr. 5450 von Obrigheim im Quellgebiet des Gäulbachs, eines langen rechten Zuflusses des Wollenbachs.

## Geschichte
Der Forstwald zählte einst zum Wimpfener Wildbann und kam als Teil des kurpfälzischen Kameralwaldes 1803 an die Fürsten von Leiningen, die ihn in den 1970er Jahren an das Land Baden-Württemberg verkauften. Über einen Tausch kam der Teil mit dem Gezäunten Brunnen des sich über mehrere Ortsgemarkungen erstreckenden Waldes in den Besitz der Gemeinde Helmstadt-Bargen.
Der Brunnen diente wohl bereits zur Zeit der Römer zur Bewässerung der Rodungswiesen im Kälbertshauser Gewann Seitenrain, die von einer Villa rustica im Gewann Steinhaus bewirtschaftet wurden. Im Mittelalter war der Brunnen dann eine Landmarke, die sich zur Markierung von Gebietsgrenzen und als Wegmarke anbot. Die Wimpfener Straß, ein Abzweig der als Handelsweg bedeutenden Hohen Straße vom Rhein nach Mitteldeutschland, wurde 1584 erstmals genannt und führte am Brunnen vorbei. Mehrere historische Marksteine seit der Absteinung des kurpfälzischen Waldbesitzes 1588 bis ins 19. Jahrhundert in unmittelbarer Umgebung des Brunnens bezeugen historische Grenzverläufe der Neuzeit, außerdem wird in zahlreichen kurpfälzischen Grenzbeschreibungen auf die Quelle Bezug genommen.
Aufgrund ihrer Bedeutung wurde die Quelle wohl schon vor Jahrhunderten eingezäunt, was ihr ihren heutigen Namen gegeben hat.
Die Forstverwaltung der Fürsten von Leiningen richtete im 19. Jahrhundert eine Saatschule beim Gezäunten Brunnen ein. Die Quelle war damals mit einem viereckigen Becken gefasst und hatte eine hölzerne Abdeckung. Die Quelle diente auch zur Wasserversorgung des nahen Forsthauses, der Brunnenüberlauf wurde ins Tal abgeleitet. Außerdem wurde Wasser des Brunnens auch mit Fuhrwerken nach Kälbertshausen abgefahren, wo die alten Dorfbrunnen aus hygienischen Gründen nicht mehr benutzt werden durften und der südlich des Dorfes gelegene Bergbrunnen in trockenen Sommern versiegte. Schließlich gab es noch vor dem Ersten Weltkrieg Pläne, mit dem Brunnen eine Wasserversorgung für Kälbertshausen zu errichten. Die maximale Schüttung der Quelle betrug damals 0,5 Liter pro Sekunde, im trockenen Sommer 1911 ging die Schüttung auf 0,02 Liter pro Sekunde zurück. Man hielt den Brunnen für eine Wasserversorgung für ausreichend, zumal er im Sommer wenigstens nicht vollständig trockenfiel und sein Wasser auch bei Starkregen keine ausgespülten Gips- oder Kalkpartikel mit sich führte. Außerdem wurde wegen seiner Lage im Wald auch keine Wasserschutzzone nötig. Der Kriegsausbruch verhinderte jedoch vorerst eine Umsetzung der Baupläne.
1915 gab es Streitigkeiten um die Nutzung der Quelle und den Unterhalt der Brunnenfassung, da der Brunnen durch die Wasserholer aus Kälbertshausen reichlich strapaziert wurde. Das Bezirksamt Mosbach ordnete an, dass die Gemeinde Kälbertshausen den Brunnen in Ordnung zu bringen habe.
1922 legte das Kulturbauamt in Mosbach neue Pläne für eine Wasserversorgung von Kälbertshausen vor. Diesen Plänen folgend wurde der Gezäunte Brunnen zu einer zweikammerigen Brunnenstube ausgebaut. Außerdem vertraute man nun doch nicht mehr ganz allein auf die Schüttung des Brunnens zur Deckung des Wasserbedarfs von im Jahresmittel 0,25 Liter pro Sekunde, weswegen der damals ebenfalls noch im Besitz der Fürsten von Leiningen befindliche Heiligbrunnen im Obertal des Heiligenbachs auf Gemarkung Mörtelstein gefasst und dessen Wasser über ein Pumpwerk, 140 Meter Höhendifferenz und eine etwa zwei Kilometer lange Leitung dem Gezäunten Brunnen zugeführt wurde. Das gesammelte Wasser trat dann über eine weitere Leitung den Weg nach Kälbertshausen an. Die Gesamtkosten betrugen rund 55.000 Mark, die Anlage war im Jahr 1923 fertiggestellt. Die Fürsten von Leiningen verzichteten auf eine Bezahlung für das Wasserrecht, gaben im Gegenzug aber die auf ihnen lastende Baupflicht am halben Kirchturm in Kälbertshausen an die Gemeinde ab.
Der Gezäunte Brunnen blieb Grundlage der Wasserversorgung Kälbertshausens, bis der Ort 1976 an das Netz der Wasserversorgungsgruppe Mühlbach angeschlossen wurde. Seitdem dient der Überlauf des Brunnens zur Speisung eines Zierbrunnens in einer nahen privaten Freizeitanlage.